# Xichou (köpinghuvudort i Kina, Zhejiang Sheng, lat 29,24, long 120,44)
Xichou (kinesiska: 茜畴, 东阳江镇) är en köpinghuvudort i Kina. Den ligger i provinsen Zhejiang, i den östra delen av landet, omkring 110 kilometer söder om provinshuvudstaden Hangzhou. Antalet invånare är 13 247. Befolkningen består av 7 192 kvinnor och 6 055 män. Barn under 15 år utgör 13,0 %, vuxna 15-64 år 14,0 %, och äldre över 65 år 247 %.
Runt Xichou är det ganska tätbefolkat, med 248 invånare per kvadratkilometer. Närmaste större samhälle är Weishan, 9,5 km norr om Xichou. I omgivningarna runt Xichou växer i huvudsak blandskog.
Genomsnittlig årsnederbörd är 2 143 millimeter. Den regnigaste månaden är juni, med i genomsnitt 396 mm nederbörd, och den torraste är januari, med 70 mm nederbörd.